# Zichy István (történész)

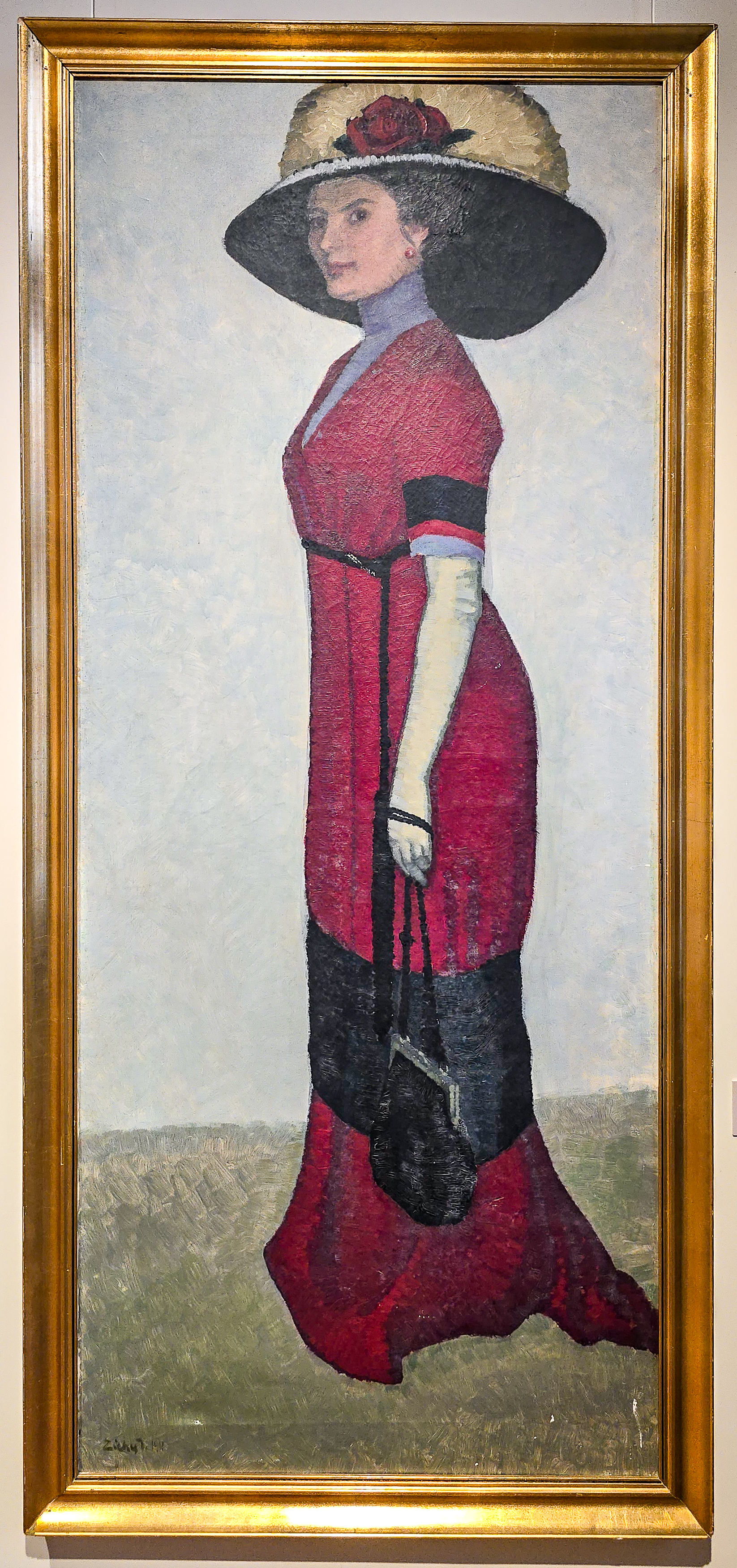
Női portré – festménye a Kecskeméti Katona József Múzeumban

Gróf zicsi és vázsonykői Zichy István Tódor László Mária (Bábolna, 1879. március 31. – Aba, 1951. január 12.) művelődéstörténész, festő, grafikus, a Magyar Tudományos Akadémia levelező tagja, egyetemi magántanár, 1934 és 1944 között a Magyar Nemzeti Múzeum – vagy ahogy akkor nevezték: Magyar Történeti Múzeum – főigazgatója. Ugyanebben az időszakban a Magyar Néprajzi Társaság elnöke, a magyar őstörténet és művelődéstörténet, benne a viselettörténet kiváló kutatója, számos, tudományos szempontból alapvető munka szerzője, több régészeti, néprajzi, művelődéstörténeti kiadványsorozat elindítója, szerkesztője.

## Élete
Az ősrégi főnemesi zicsi és vázsonykői Zichy család sarja. Apja, gróf Zichy István (1853–1895), császári és királyi kamarás, anyja, magyarszögyényi Szögyény Mária (1859–1942). Apai nagyszülei gróf Zichy Zsigmond (1800–1887), császári és királyi kamarás, és gróf Valeria Kolowrat-Krakowsky (1821–1913) voltak. Anyai nagyszülei magyar-szőgyéni és szolgaegyházi idősebb Szőgyény-Marich László (1806–1893), országbíró, valóságos belső titkos, és szolgaegyházy Marich Mária (1815–1890) csillagkeresztes hölgy voltak.
Képzőművészeti tanulmányait 1897-ben a budapesti Mintarajziskolában kezdte meg, s rövid idő múlva Hollósy Simon müncheni művészeti iskolájában folytatta. Művészeti stílusának alakulásában jelentős szerepet játszhattak 1901. évi nagybányai, majd az azt követő párizsi tanulmányai. A gödöllői művésztelepre 1904 telén kezdett járni. Ottani tartózkodásának jelentős eredményei (az 1907-es, 1909-es országos, illetve nemzetközi tárlatokon való szereplései) a grafikai technikák gazdagodását mutatják életművében. Kőnyomatokkal, fametszéssel, rézkarccal és a speciális mezzotino eljárással is kísérletezett. A gödöllőiekkel közösen szerepelt 1908-ban a Czakó Elemér rendezte Műhely című kiállításon és 1909-ben a Nemzeti Szalon-beli nagy tárlaton is. Alkotásainak nagy része megsemmisült, pontosabban nyoma veszett, csupán néhány művét őrzik magyarországi gyűjtemények.
A megmaradt reprodukciók, művek összehasonlító elemzése alapján művészi stílusa – egyéni vonásai mellett – teljes mértékben beleillett a gödöllői iskola stílusába, és grafikai tevékenysége méltán váltott ki elismerést a kortársak és az utódok szakmai köreiben.
A két világháború közötti időszakban muzeológusi tevékenységet folytatott: a Magyar Történeti Képcsarnok tevékenységét vezette, majd 1934-től a Magyar Történeti Múzeum (a Nemzeti Múzeumot így nevezték 1934 és 1949 közt) főigazgatójává nevezték ki.
Ebben az időszakban a Magyar Nemzeti Múzeum új keretei közt művelt tudományágak európai színvonalra emelkedtek. Erről tanúskodnak a korszak múzeumi kiadványai is, az 1926-ban alapított Archaeologia Hungarica, a Bibliotheca Hummanitatis Historica, valamint a forrásközléseket tartalmazó Folia Archaeologica, amelyek szerkesztőbizottságainak mindegyikében tevékenyen részt vett. A Magyar Történeti Múzeum főigazgatójaként több kiállítás rendezését irányította: 1935-ben a Rákóczi-emlékkiállítás az év első, míg a kiemelkedő látogatottságú Steppe című kiállítás az esztendő második felében volt látható.
Múzeumigazgatói kinevezésével egy időben választották meg a Néprajzi Társaság elnökének.
Zichy István 1922-ben vetette fel a nyelvcsere lehetőségét a magyar nép finnugor nyelve és törökös műveltsége kettősségének magyarázatául. Szerinte a „magyar-ugorok”, egy kezdetleges életmódú, halász-vadász nép, az Ural két oldalán, a hajdani Permi kormányzóság déli részén volt őshonos. E szállásterület keleti határára, a Tobol és Isim folyók alsó folyásához költöztek Kína határvidékéről a hunokkal rokon bolgár-törökök az i.e. I. században. E törökök a magyar-ugorok népéből szereztek szolgákat és asszonyokat. A szolgák számos török szót vettek át uraik nyelvéből, ezek a magyar nyelv régi török szavai. Viszont a török hódítók eltanulták alattvalóik nyelvét. Az első török hullámot egy és egy negyed évszázad után követte egy újabb hun-török bevándorlás, de eddigre már végbement a hódítók nyelvcseréje és a meghódítottak beolvadása. Így jött létre a történeti magyarság, amelynek nyelve finnugor, de műveltsége és életmódja egyértelműen törökös. E nyelvcsere után még sokáig fennmaradhatott a hunok „ó-csuvas” nyelve, amit a más török népekkel való érintkezés és kereskedelem is indokolt. Valószínűleg e kétnyelvűségre utalt Konstantin császárnak a magyarok kétnyelvűségéről szóló híradása is. Elképzelését azonban a magyar kutatók szinte egyöntetűen elutasították.
Tudományos tevékenységéből kiemelkedő az 1923-ban megjelent A magyarság őstörténete és műveltsége a honfoglalásig című munkája.
1926. január 4-től az MTA rendes tagja lett, és ugyanakkor szerzett doktorátust a pécsi egyetemen. Ekkortól egyetemi magántanárként őstörténetet adott elő a budapesti Királyi Magyar Pázmány Péter Tudományegyetemen, ahol sikeresen védte meg magántanári habilitációját.
Múzeumszervező tevékenységét 1941-től kezdve sokan támadták, németellenessége, állítólagos idegen állampolgársága sokak nemtetszését váltotta ki. Számos ellenlábasának intrikái, feljelentései miatt főigazgatói állásából 1944-ben felfüggesztették, lemondott a Néprajzi Társaság elnöki posztjáról is. A második világháború után visszavonultan, jórészt magányosan élt. Bizonyítható, hogy kéziratban megírta a Magyar viselettörténet című művét, amely azóta sem került elő. Ekkor írt visszaemlékezéseit, élettörténetének dokumentumait a Néprajzi Múzeum adta ki 2008-ban.

## Művei
- A magyarság őstörténete és műveltsége a honfoglalásig. Budapest, 1923
- Magyar őstörténet. Budapest, 1939
- A steppék régi lovasnomádjai (szkíták, hunok, avarok és honfoglaló magyarok); Közgyűjtemények Ismeretterjesztő Irodája, Budapest, 1936 (Vetítettképes ismeretterjesztő előadások)
- Adatok egy XVII. századi katolikus főúri család történetéhez. Öregebbik gróf Zichy István (1616–1693); Stephaneum Ny., Budapest, 1943
- Curriculum vitae. Gróf Zichy István élete és munkássága; szerk., tan. G. Szabó Zoltán, szöveggond. Moldován László; Néprajzi Múzeum, Budapest, 2007 (Series historica ethnographiae)